# Йоханан бен Закай
Йоханан бен Закай (на иврит: יוחנן בן זכאי) е еврейски равин.
Той става известен в средата на I век като тълкувател на устната правна традиция и противник на садукеите. Основоположник на школата в Явне, която след разрушаването на Храма и разпускането на Синедриона се превръща в най-авторитетната еврейска институция в Палестина, Йоханан бен Закай става автор на голяма част от текстовете, формирали Мишна.
Йоханан бен Закай умира около 90 година.